# Tatu Ylönen
Tatu Ylönen (* 1968) ist ein finnischer Informatiker und der Entwickler des SSH-Protokolls zur Herstellung verschlüsselter Netzwerkverbindungen.

## Lebenslauf
Tatu Ylönen graduierte 1992 an der Technischen Universität Helsinki mit einem Master of Science-Abschluss in Informatik. 1995 entwickelte er als Reaktion auf diverse Sniffer-Angriffe auf RSH- und Telnet-Verbindungen das SSH-Protokoll, das er als freie Software veröffentlichte.
Ende 1995 gründete er die Firma SSH Communication Services, um SSH zu vermarkten und weiterzuentwickeln. Schon zuvor hatte er mehrere Unternehmen aufgebaut und geleitet. Dazu gehören New Generation Software Ltd. (NGS, 1988) und Applied Computing Research Ltd. (ACR, 1994), die beide noch bestehen.
Tatu Ylönen ist Mitglied der ICSA (International Computer Security Association), IEEE (Institute of Electrical and Electronics Engineers), ACM (Association for Computing Machinery) und der IETF (Internet Engineering Task Force).